# Vladimir Nikiforov (hokeista)
Vladimir Nikiforov, lit. Vladimiras Nikiforovas, ros. Владимир Алексеевич Никифоров – Władimir Aleksiejewicz Nikiforow (ur. 7 października 1987 w Hauppauge, Nowy Jork, zm. 17 lutego 2022) – amerykański hokeista pochodzenia litewskiego.
Jego ojciec Alexei Nikiforov (pierwotnie Aleksejus Nikiforovas, urodzony w 1957 w Elektrenach w Litewskiej SRR) osiadł w Long Island w Stanach Zjednoczonych i został trenerem hokejowym i wychowawcą wielu późniejszych wybitnych zawodników (wśród nich m.in. Darius Kasparaitis, Dainius Zubrus, Aleksiej Jaszyn, Mike Komisarek, Władimir Małachow, Aleksiej Kowalow, Eric Nystrom, Ryan Vesce).

## Kariera
- New York Bobcats (2004–2005)
- Barrie Colts (2005–2008)
- Sarnia Sting (2008)
- Utah Grizzlies (2008–2010)
  -  Bridgeport Sound Tigers (2008–2009)
- Florida Everblades (2010)
- Bakersfield Condors (2010)
- Reading Royals (2010–2011)
- Brooklyn Aviators (2011)
- Bloomington Blaze (2011–2012)
- Łokomotiw Jarosław 2 (2012−2013)
- Quad City Mallards (2013–2014)
- Weiden Blue Devils (2014)
- Orlik Opole (2014–2015)
- Coventry Blaze (2015)
- Quad City Mallards (2015–2016)
- Alaska Aces (2016–2017)
- MAC Budapeszt (2017)
- Tulsa Oilers (2017–2018)
- Quad City Storm (2018–2019)

Na początku swojej kariery występował w lidze amerykańskiej AtJHL. Następnie od 2005 przez trzy lata grał w juniorskich kanadyjskich rozgrywkach OHL w ramach CHL. Później od 2008 do 2012 grał w amerykańskich rozgrywkach ECHL, AHL i CHL. W sezonie 2011/2012 grał w drużynie Bloomington Blaze w lidze ECHL (razem z nim w drużynie występowali wówczas Zane Kalemba i Luke Popko). W 2012 wyjechał do Rosji i został zawodnikiem rezerwowego zespołu klubu Łokomotiw Jarosław, w barwach którego występował w rozgrywkach Wysszaja Chokkiejnaja Liga w sezonie 2012/2013 (rezerwowa drużyna tego klubu występowała przejściowo w WHL po katastrofie lotu Yak Service 9633 z września 2011). Sezon 2013/2014 rozegrał ponownie w amerykańskiej CHL. Następnie ponownie wyjechał do Europy i sezon 2014/2015 rozpoczął w 3. lidze niemieckiej (Oberliga). Od końca listopada 2014 do końca stycznia 2015 zawodnik Orlika Opole w rozgrywkach Polskiej Hokej Ligi. Wówczas został zawodnikiem angielskiego klubu Coventry Blaze. Od lipca 2015 ponownie zawodnik Quad City Mallards. Od października 2016 do stycznia 2017 zawodnik Alaska Aces. Od stycznia 2017 zawodnik MAC Budapeszt. Od września 2017 do połowy lutego 2018 był graczem Tulsa Oilers. W połowie 2018 przeszedł do Quad City Storm.

## Osiągnięcia
Klubowe
- Finał konferencji wschodniej OHL: 2006 z Barrie Colts
- Emms Trophy – mistrzostwo dywizji OHL: 2007 z Barrie Colts
- Półfinał sezonu CHL: 2014 z Quad City Mallards

Indywidualne
- Sezon OHL 2005/2006:
  - Pierwsze miejsce w klasyfikacji strzelców w sezonie zasadniczym wśród zawodników Barrie Colts: 19 goli (wynik stanowi dziewiąte osiągnięcie w historii klubu)
  - Pierwsze miejsce w klasyfikacji asystentów w sezonie zasadniczym wśród zawodników Barrie Colts: 36 asyst (wynik stanowi czwarte osiągnięcie w historii klubu)
  - Pierwsze miejsce w klasyfikacji kanadyjskiej w sezonie zasadniczym wśród zawodników Barrie Colts: 55 punktów (wynik stanowi piąte osiągnięcie w historii klubu)
  - Dziesiąte miejsce w klasyfikacji asystentów w fazie play-off: 14 asyst[14]
  - Pierwsze miejsce w klasyfikacji asystentów wśród pierwszoroczniaków w fazie play-off: 14 asyst[14]
- Sezon 2011/2012 w ramach klubu Bloomington Blaze w CHL:
  - Pierwsze miejsce w klasyfikacji asystentów wśród zawodników drużyny: 30 asyst[15]
  - Drugie miejsce w klasyfikacji kanadyjskiej wśród zawodników drużyny: 51 punktów
- Sezon CHL 2013/2014:
  - Czternaste miejsce w klasyfikacji asystentów w fazie play-off: 8 asyst[16]